# Субельдия, Игор
Игор Субельдия Элорса (исп. Igor Zubeldia Elorza; 30 марта 1997 года, Аскойтия, Испания) — испанский футболист, полузащитник клуба «Реал Сосьедад».

## Клубная карьера
Субельдия — воспитанник «Сосьедада». Тренировался в академии клуба с 11 лет. С 2015 года — основной опорный полузащитник второй команды. Вместе с ней занял седьмое место в сегунде В. К концу сезона 2015/2016 стал подводиться к тренировкам с основной командой. 25 февраля 2016 года продлил контракт с командой на пять лет, до 2021 года. 13 мая 2016 года дебютировал в Ла Лиге в поединке против «Валенсии», выйдя на замену на 84-й минуте вместо Рубена Пардо.
С сезона 2017/2018 стал твёрдым игроком стартового состава. Провёл 25 игр, забил 1 мяч. Первый гол в профессиональном футболе пришёлся на «Севилью» и был забит 20 декабря 2017 года. 29 июня 2018 года подписал с клубом новый шестилетний контракт.

## Статистика
Клубная статистика
Данные на 10 августа 2018 года.
| Клуб            | Сезон           | Лига | Лига | Кубок | Кубок | Еврокубки | Еврокубки | Всего | Всего |
| Клуб            | Сезон           | Игры | Голы | Игры  | Голы  | Игры      | Голы      | Игры  | Голы  |
| --------------- | --------------- | ---- | ---- | ----- | ----- | --------- | --------- | ----- | ----- |
| Реал Сосьедад   | 2015/16         | 1    | 0    | 0     | 0     | 0         | 0         | 1     | 0     |
| Реал Сосьедад   | 2016/17         | 4    | 0    | 0     | 0     | 0         | 0         | 4     | 0     |
| Реал Сосьедад   | 2017/18         | 25   | 1    | 1     | 0     | 5         | 0         | 31    | 1     |
| Реал Сосьедад   | 2018/19         | 0    | 0    | 0     | 0     | 0         | 0         | 0     | 0     |
| Всего           |                 | 30   | 1    | 1     | 0     | 5         | 0         | 36    | 1     |
| Всего в карьере | Всего в карьере | 30   | 1    | 1     | 0     | 5         | 0         | 36    | 1     |

## Достижения
«Реал Сосьедад»
- Обладатель Кубка Испании: 2019/20

Сборная Испании (до 21)
- Чемпион Европы: 2019